# Manny Harris
Corperryale L'Adorable "Manny" Harris (nascido em 21 de setembro de 1989) é um jogador profissional de basquete americano que jogo no NLEX Road Warriors da Philippine Basketball Association (PBA).
Ele jogou basquete universitário na Universidade de Michigan e jogou anteriormente no Los Angeles Lakers, Cleveland Cavaliers e no Dallas Mavericks da National Basketball Association (NBA), no Los Angeles D-Fenders, Canton Charge e no Texas Legends da D-League, no Azovmash da VTB United League, no Türk Telekom, Eskişehir e no Bahçeşehir da Liga Turca, no AEK da Liga Grega, no Rytas da Liga Lituana e no Anhui Dragons da Chinese Basketball Association.

## Carreira no ensino médio

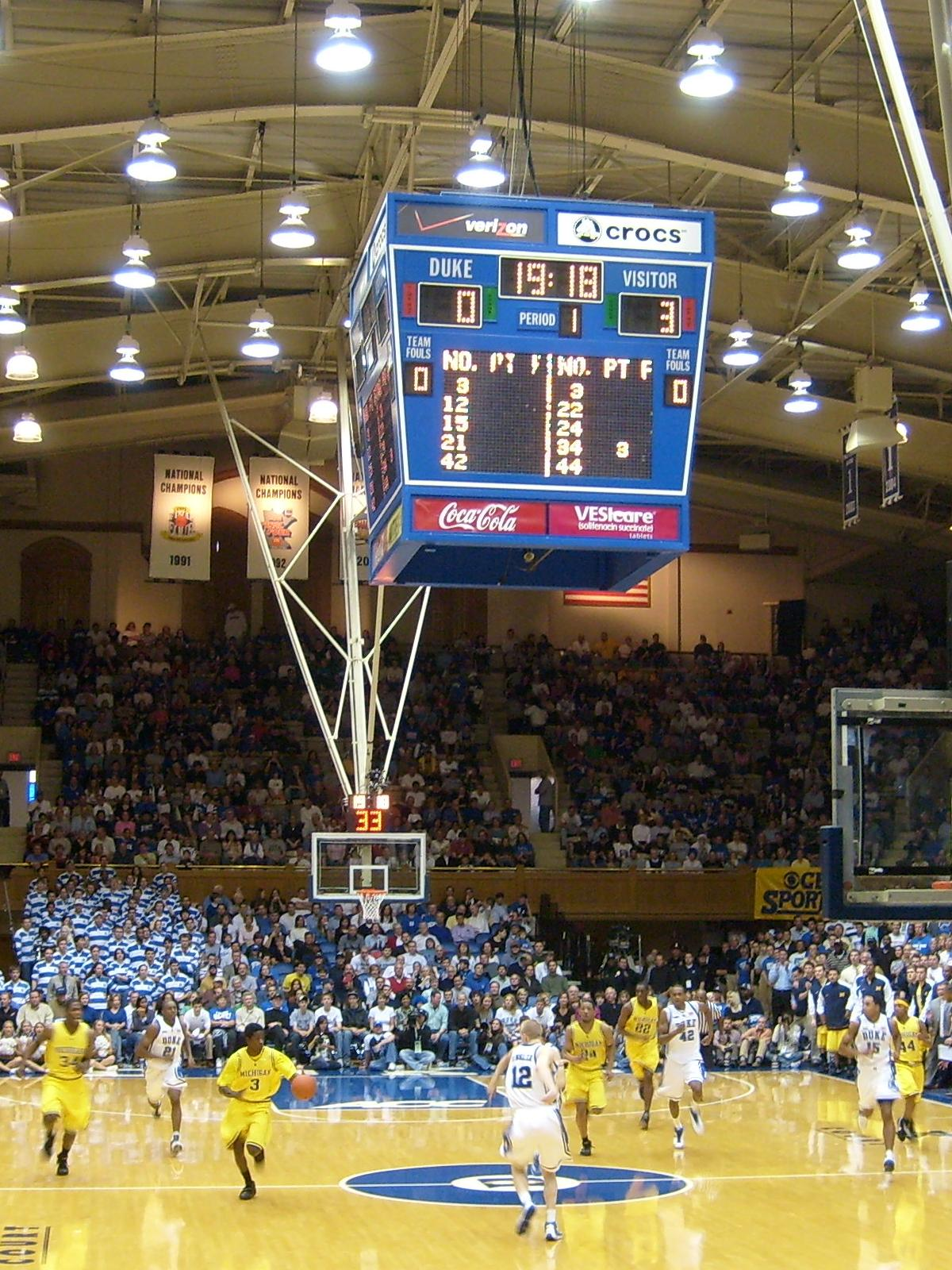
Manny Harris arremessa e dribla em jogo de 2007 contra o time de basquete masculino Duke Blue Devils.

Nascido em Detroit, Michigan, Harris foi selecionado como o Sr. Basketball de Michigan em 2007. Naquela temporada, ele levou o Redford a final da Associação Atlética da High School de Michigan mas perdeu para a Saginaw High School. 
Durante sua carreira no basquete no ensino médio, ele se tornou o primeiro jogador a ser titular em um tri-campeonato na Detroit Public School League desde que Jalen Rose e Voshon Lenard o fizeram de 1989 a 1991. 
Durante a temporada de 2006-07, o último em Redford, Harris obteve média de 33,5 pontos, 11,5 rebotes e 5,5 assistências.
Harris foi altamente recrutado, recebendo ofertas de Tennessee, UCLA, Wisconsin e Indiana antes de se comprometer com a Universidade de Michigan. Ele foi classificado pela Rivals.com como o 6° melhor Ala-armador, pelo Scout.com como o 12° melhor Ala-armador.
Quando Michigan anunciou que substituiria Tommy Amaker por John Beilein no cargo de treinador, Harris inicialmente não tinha certeza se iria honrar seu compromisso, mas quando Michigan contratou Mike Jackson para ser o auxiliar técnico da equipe, ele novamente decidiu frequentar a universidade.

## Carreira universitária

### Primeiro ano

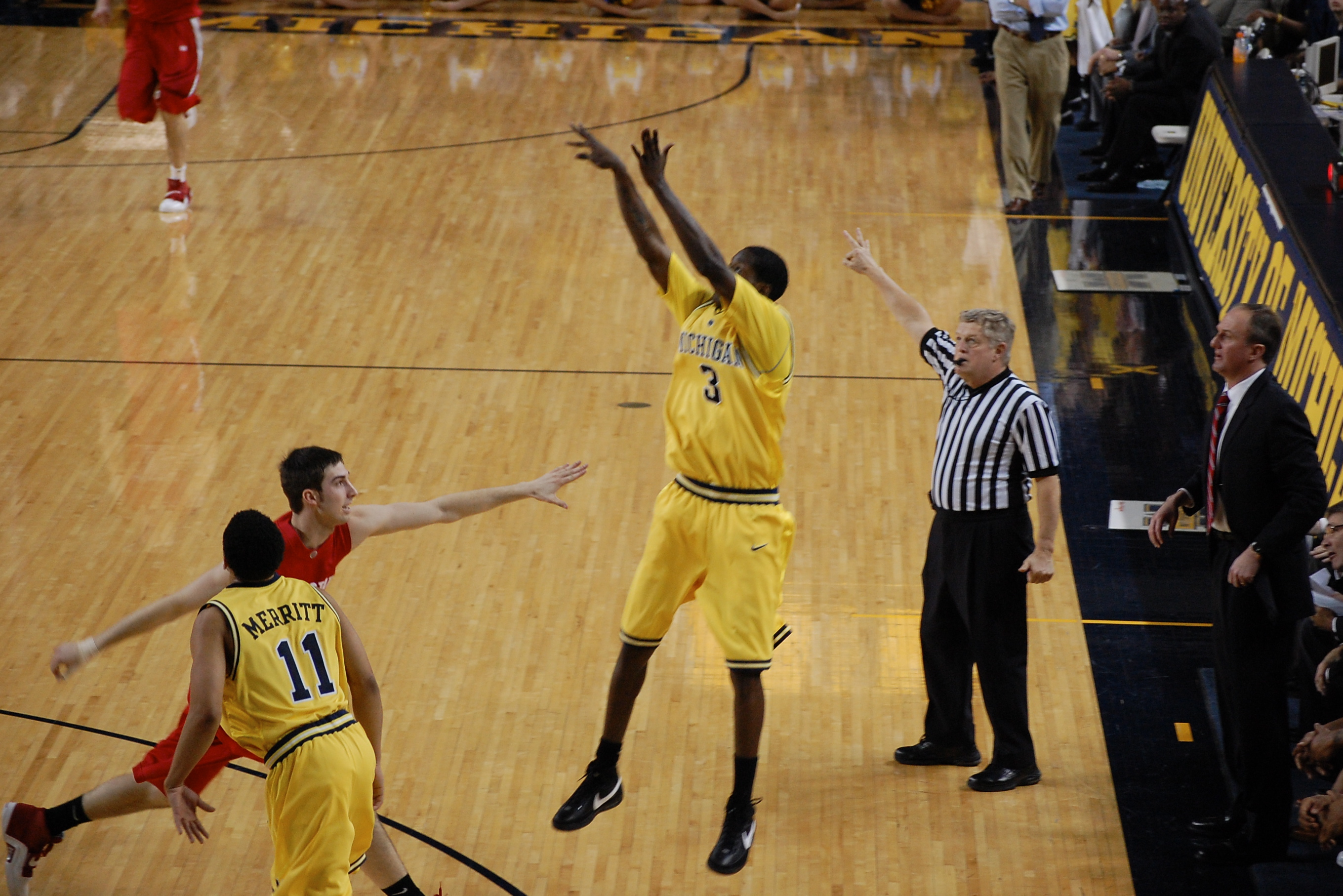
Harris fazendo um arremesso de três pontos contra Universidade Estadual de Ohio em 16 de fevereiro de 2008

Harris foi titular em todos os jogos do Michigan Wolverines em 2007-08. Ele registrou 13 pontos e 4 roubadas de bola em sua estréia em 9 de novembro contra Radford.
Após a temporada de basquete da NCAA de 2007-08, Harris foi selecionado para a Segunda-Equipe da Big Ten Conference e pra Primeira-Equipe de Novatos da Conferência. Ele liderou os Wolverines em pontuação (16.4), assistências (2.8), roubadas de bola (1.5), minutos (32.9) e porcentagem de acerto de lances livres (82.0). Ele se tornou o quarto calouro de Michigan a marcar mais de 500 pontos em sua primeira temporada (516).

### Segundo ano

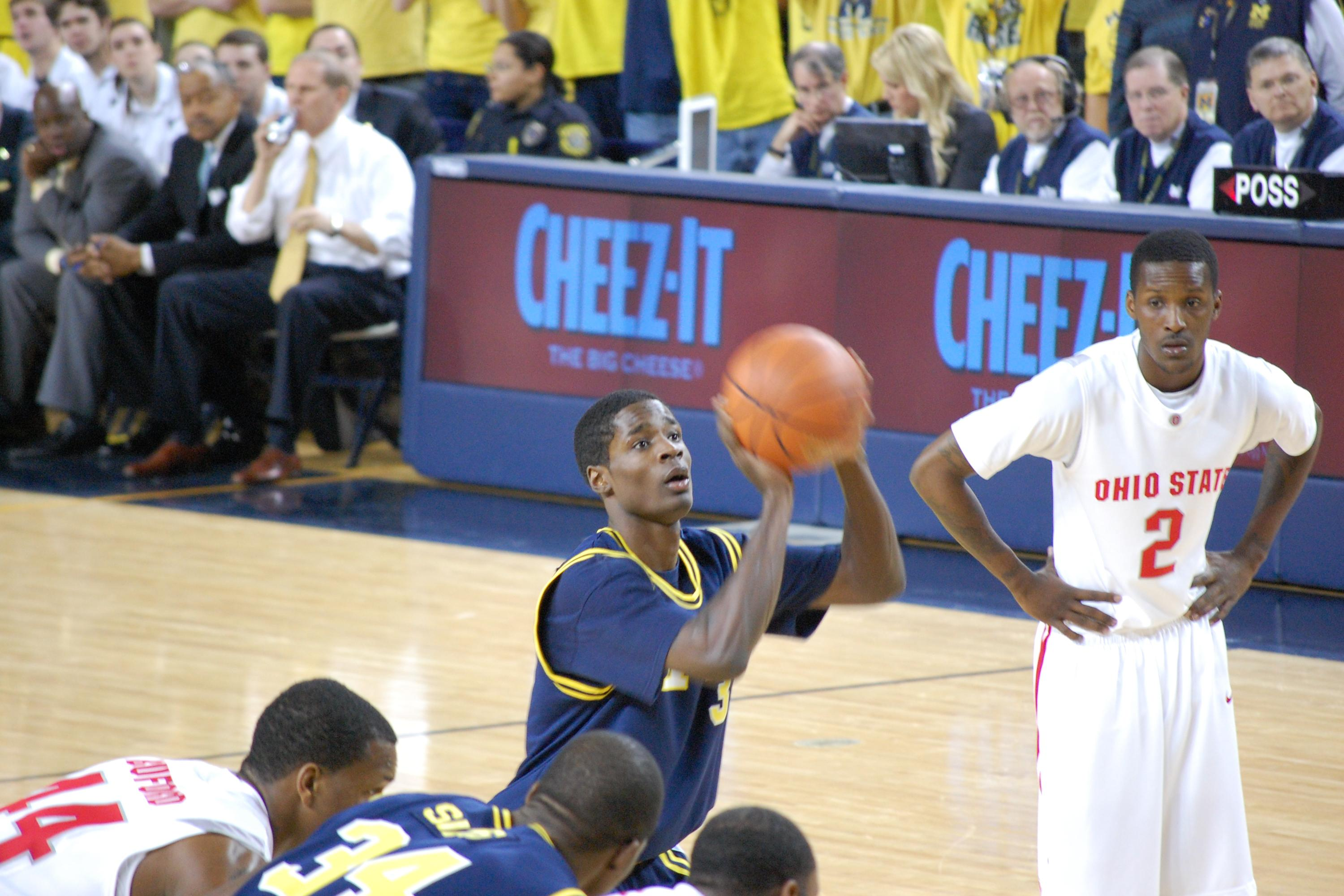
Harris em um lance livre contra Universidade Estadual de Ohio em 17 de janeiro de 2009

Harris abriu a temporada de 2008-09 com 30 pontos em uma vitória de 77-55 sobre Michigan Technological em 11 de novembro. Na noite seguinte, Harris quase teve um triplo-duplo registrando 26 pontos, 10 rebotes e 8 assistências na vitória de 76-56 contra Northeastern.
Harris liderou os Wolverines em pontos, minutos, assistências e roubadas de bola. Além disso, Harris terminou em segundo em rebotes na equipe. Na Conferencia Big Ten, Harris ficou em primeiro em lances livres, segundo em pontos por jogo, quinto em assistências por jogo e sexto em rebotes por jogo. Harris e Evan Turner (que lideraram a Big Ten na pontuação) foram os únicos jogadores da Conferencia a terminar no Top 10 em total de pontos, rebotes, assistências e roubadas de bola.
Nessa temporada, ele jogou em 35 jogos e teve médias de 16.9 pontos, 6.8 rebotes e 4.4 assistências.

### Terceiro ano

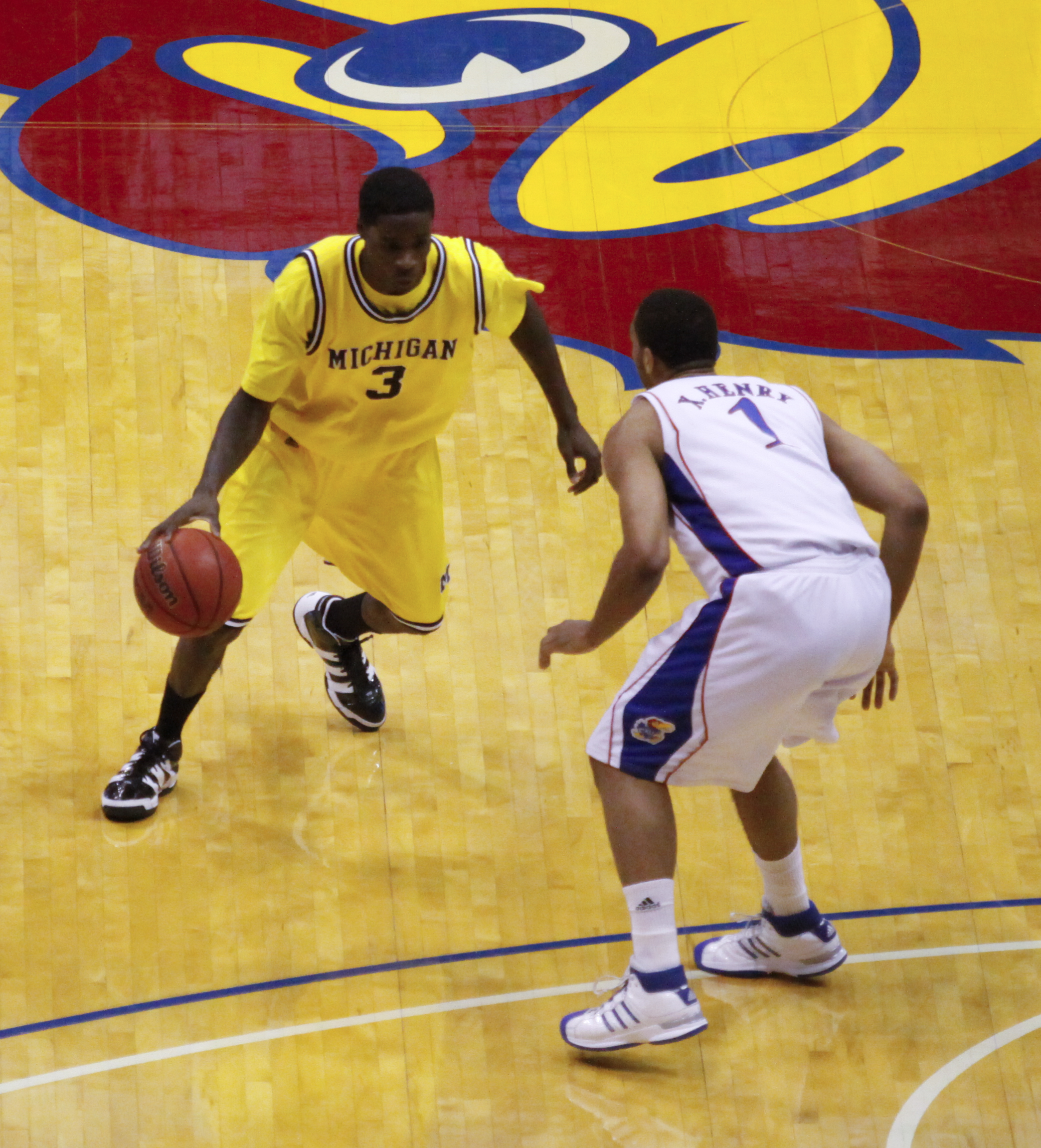
Harris sendo marcado pelo futuro companheiro de equipe dos Lakers e D-Fenders, Xavier Henry, em 19 de dezembro de 2009.

Harris abriu a temporada gravando o segundo triplo-duplo da história da universidade (Gary Grant foi o primeiro) contra Northern Michigan.
Ele foi suspenso antes do jogo de 23 de janeiro contra Purdue devido a conduta antidesportiva em uma dos treinamentos da equipe.
No final da temporada regular, ele foi nomeado para a Terceira-Equipe da Big Ten pelos treinadores da conferência e pela mídia. 
Harris concluiu sua temporada com 484 lances livres. Cazzie Russell detém o recorde oficial em Michigan com 486. Ele se juntou a Jalen Rose e Mike McGee como os únicos jogadores de Michigan a acumular 1.600 pontos em um período de três anos. Harris terminou a temporada entre os líderes da Big Ten Conference em várias categorias estatísticas, incluindo: quarto em pontuação, décimo em rebotes, quinto em assistências, sétimo em porcentagem de acerto de lances livres, segundo em roubadas de bola e oitavo em minutos jogados.
Nessa temporada, ele jogou em 31 jogos e teve médias de 18.1 pontos, 6.0 rebotes e 4.1 assistências.
Ele terminou sua carreira em Michigan tendo jogado em 98 jogos e registrando 1.668 pontos, 559 rebotes e 366 assistências.

### Draft da NBA em 2010
Em 29 de março, Harris realizou uma conferência de imprensa na qual anunciou suas intenções de participar do Draft da NBA.
Vários especialistas de recrutamento classificaram Harris como provável de ser selecionado na 2ª rodada ou não ser selecionado.
Harris sofreu uma lesão no tendão pouco antes do Draft, o que dificultou seus treinos e potencial.
Ele acabou não sendo selecionado no Draft da NBA de 2010.

## Carreira profissional

### Cleveland Cavaliers (2010–2012)

#### Temporada de 2010-11
Harris jogou pelo Cleveland Cavaliers na Summer League em 2010. Ele teve uma ação limitada devido à mesma lesão no tornozelo que prejudicou seu status no draft.
Ele estreou no dia 29 de outubro contra o Toronto Raptors, no qual marcou 8 pontos. Depois de ter um recorde de 7-14 nos primeiros 21 jogos, o técnico Byron Scott mudou a rotação em 8 de dezembro e Harris registrou 6 pontos em 21 minutos naquela noite.
Em 29 de dezembro, Harris fez seu primeiro jogo como titular quando Mo Williams estava se recuperando de uma lesão, ele registrou 8 pontos. Em 7 de janeiro contra o Golden State Warriors, Harris teve seu primeiro duplo-duplo com 16 pontos e 10 rebotes.
Com o retorno de Daniel Gibson e Anthony Parker, ele viu pouca ação até 23 de fevereiro.
Em sua primeira temporada, ele jogou em 54 jogos e teve médias de 5.9 pontos, 2.6 rebotes e 1.6 assistências.

#### Temporada de 2011-12
Harris foi dispensado pelos Cavaliers em 22 de dezembro de 2011. A transação ocorreu no momento em que os Cavaliers fizeram seus cortes finais de 17 para 15 jogadores. O corte foi atribuído a uma queimadura que Harris sofreu no pé durante a greve da NBA em 2011 em uma câmara de refrigeração projetada para aumentar a recuperação nas instalações da Nike em Oregon.
Em 28 de dezembro de 2011, Harris assinou com o Canton Charge da D-League. O Charge é o afiliado dos Cavaliers na D-League, mas os Cavaliers não tinham direitos sobre Harris. Ele marcou 15 pontos em sua estréia.
Ele ganhou o Prêmio de Jogador da Semana da D-League por jogos disputados de 23 a 29 de janeiro por seu desempenho em três jogos, nos quais obteve média de 25,0 pontos, 7,3 rebotes, 4,3 assistências e 2,0 roubadas de bola em 34,3 minutos.
Em 16 de fevereiro, Harris registrou 46 pontos, 9 rebotes, 6 assistências e 4 roubadas de bola contra Rio Grande Valley Vipers. Este é um recorde da franquia desde a sua mudança para Canton.
Ele se tornou o primeiro jogador a ganhar dois prêmios de Jogador da Semana na temporada de 2011-12, quando a liga o reconheceu por seu desempenho na semana de 13 a 19 de fevereiro. Em 17 jogos pelo Canton, ele teve médias de 21,4 pontos, 7,9 rebotes, 3,3 assistências e 1,6 bloqueios por jogo.
Em 21 de fevereiro, o Cleveland Cavaliers anunciou que assinou com Harris um contrato de 10 dias. Ele foi contratado novamente em 2 de março para um segundo contrato de 10 dias. Depois que o segundo contrato de 10 dias expirou em 11 de março e com o prazo de negociação se aproximando em 15 de março, os Cavaliers optou por não assinar com Harris um contrato garantido pelo resto da temporada.
Em 17 de março de 2012, os Cavaliers re-contratou Harris pelo restante da temporada. Em 21 de março, Harris mudou-se para a rotação principal e começou a jogar cerca de 20 minutos ou mais por jogo. Em 6 de abril, Harris fez seu primeiro jogo como titular da temporada contra o Toronto Raptors. Em 20 de abril, Harris teve seu primeiro duplo-duplo da temporada com 19 pontos e 12 rebotes.
Nessa temporada da NBA, ele jogou em 26 jogos e teve médias de 6.7 pontos, 2.3 rebotes e 2.7 assistências.
Em duas temporadas nos Cavaliers, Harris jogou em 80 jogos e registrou 494 pontos, 210 rebotes e 116 assistências.

### Azovmash (2012–13)
Em 2 de julho de 2012, os Cavaliers dispensaram Harris. Ele então se juntou ao Houston Rockets para a Summer League de 2012. Em 13 de setembro de 2012, Harris assinou contrato com o Azovmash da Ucrânia.

### Los Angeles D-Fenders e Los Angeles Lakers (2013–2014)
Em 27 de setembro de 2013, Harris assinou contrato com o Orlando Magic para o campo de treinamento e foi dispensado em 25 de outubro.
Em 7 de dezembro, Harris foi adquirido pelo Los Angeles D-Fenders em uma negociação com o Canton Charge. Em sua estréia no D-Fenders em 14 de dezembro de 2013 contra o Santa Cruz Warriors, ele marcou 41 pontos.
Em 10 de janeiro, Harris registrou 49 pontos, 6 rebotes, 3 roubadas de bola, 3 assistências e um bloqueio contra Idaho Stampede. Os 49 pontos foram um recorde da franquia. 
Em 13 jogos pelos D-Fenders, Harris obteve uma média de 30,6 pontos, 6,5 rebotes, 3,7 assistências e 2,1 roubadas de bola.
Em 16 de janeiro de 2014, Harris assinou um contrato de 10 dias com o Los Angeles Lakers. Em 26 de janeiro, ele assinou um segundo contrato de 10 dias, depois de ter médias de 6,4 pontos, 3,6 rebotes e 1,6 assistências em 20,9 minutos em 5 jogos.
Em 7 de fevereiro de 2014, ele foi readquirido pelo D-Fenders. Em 8 de fevereiro de 2014, Harris novamente estabeleceu um novo recorde de pontuação da franquia, desta vez com 56 pontos.
Depois de jogar um total de 22 jogos pelos D-Fenders e ter médias de 31,6 pontos, 7,9 rebotes e 3,7 assistências, Harris assinou contrato com a Türk Telekom da Liga Turca em 13 de março.
Em 1 de novembro de 2014, Harris foi readquirida pelos D-Fenders. Em 6 de dezembro, Harris teve um triplo-duplo com 23 pontos, 12 assistências e 10 rebotes em uma vitória sobre o Reno Bighorns. Em 20 de dezembro, Harris registrou seu segundo triplo-duplo da temporada com 39 pontos, 13 assistências e 10 rebotes.
Em 30 de dezembro, Harris deixou Los Angeles para assinar com o Eskişehir da Liga Turca no dia seguinte.

### Texas Legends e Dallas Mavericks (2015–2016)
Em 30 de outubro de 2016, Harris foi adquirido pelo Texas Legends.
Em 12 de novembro, Harris estabeleceu um recorde da franquia, marcando 49 pontos no jogo de abertura da temporada contra Maine Red Claws.
Em 2 de janeiro de 2017, Harris ganhou novamente o Prêmio de Jogador da Semana da D-League com base em sua média de 38,0 pontos, 5,0 rebotes, 4,0 assistências e 2,0 roubadas de bola por jogo em dois jogos.
Em 8 de março de 2017, o Dallas Mavericks assinou com Harris um contrato de 10 dias. Ele estreou nos Mavs naquele dia durante uma vitória por 105-96 sobre o Brooklyn Nets, jogando dois minutos. Em 18 de março, os Mavericks anunciaram que assinariam novamente com Harris para mais um contrato de 10 dias. Ele foi dispensado pelos Mavericks depois que seu segundo contrato de 10 dias expirou.

### AEK (2017–2018)
Em 12 de agosto de 2017, Harris assinou um contrato de um ano com o clube grego AEK.
Harris foi selecionado como o MVP da Copa da Grécia de 2017-18, depois de levar o AEK Athens ao título. Ele também ganhou o prêmio de MVP da temporada regular da Liga dos Campeões da FIBA em 2017.

### NLEX Road Warriors (2019 – Presente)
Em outubro de 2019, Harris ingressou no NLEX Road Warriors da Philippine Basketball Association. Em sua estréia, Harris registrou impressionantes 45 pontos, 5 rebotes e 4 assistências na vitória de 117-111 sobre o Columbian Dyip.

## Vida pessoal
Seu nome, Corperryale, é uma combinação dos nomes de seu primo (Corrine), de seu tio (Perry) e no "ale" de seus irmãos - Janelle, Jerrelle e Al. 
Seu apelido, "Manny", foi dado a ele por seu pai após ele assistir ao personagem Manny Ribera em Scarface. 
Durante a temporada de 2013-14, as contas @DFenders e @nbadleague no Twitter ocasionalmente se referiam a Harris usando a hashtag #MichiganMamba. Ao ser chamado pela NBA, o @LakerNation usou o apelido uma vez.

## Estatísticas

### NBA

#### Temporada regular
| Ano      | Time        | PJ | MPJ  | AP   | 3P   | LL   | RT  | AS  | BR | TO | PPJ |
| -------- | ----------- | -- | ---- | ---- | ---- | ---- | --- | --- | -- | -- | --- |
| 2010–11  | Cleveland   | 54 | 17.3 | .374 | .370 | .763 | 2.6 | 1.6 | .6 | .1 | 5.9 |
| 2011–12  | Cleveland   | 26 | 17.5 | .400 | .333 | .695 | 2.7 | 1.2 | .5 | .2 | 6.7 |
| 2013–14  | L.A. Lakers | 9  | 20.0 | .400 | .350 | .833 | 3.8 | 1.2 | .4 | .1 | 8.1 |
| 2016–17  | Dallas      | 4  | 6.3  | .200 | .000 | .500 | 2.3 | .5  | .0 | .0 | 2.0 |
| Carreira | Carreira    | 93 | 17.1 | .380 | .353 | .738 | 2.7 | 1.4 | .5 | .2 | 6.2 |

### D-League

#### Temporada regular
| Ano      | Time        | PJ | MPJ  | AP   | 3P   | LL   | RT  | AS  | BR  | TO | PPJ  |
| -------- | ----------- | -- | ---- | ---- | ---- | ---- | --- | --- | --- | -- | ---- |
| 2011–12  | Canton      | 17 | 32.9 | .470 | .409 | .857 | 7.9 | 3.3 | 1.7 | .4 | 21.4 |
| 2013–14  | Los Angeles | 22 | 38.7 | .472 | .302 | .883 | 7.9 | 3.8 | 2.1 | .2 | 31.6 |
| All-Star | All-Star    | 1  | 12.0 | .500 | .000 | .000 | 3.0 | 4.0 | 1.0 | .0 | 6.0  |
| Carreira | Carreira    | 39 | 36.2 | .471 | .329 | .874 | 7.9 | 3.6 | 1.9 | .3 | 27.2 |

### Internacional

#### Liga doméstica
| Ano      | Time         | Liga       | PJ | MPJ  | AP   | 3P   | LL   | RT  | AS  | BR  | TO | PPJ  |
| -------- | ------------ | ---------- | -- | ---- | ---- | ---- | ---- | --- | --- | --- | -- | ---- |
| 2012–13  | Azovmash     | Liga Grega | 39 | 28.0 | .407 | .260 | .777 | 6.3 | 1.6 | 1.3 | .3 | 14.1 |
| 2013–14  | Türk Telekom | Liga Turca | 2  | 28.5 | .469 | .375 | .867 | 2.5 | 1.5 | 2.0 | .5 | 23.0 |
| 2017–18  | AEK          | Liga Grega | 22 | 26.3 | .391 | .214 | .814 | 5.5 | 2.2 | .8  | .3 | 12.5 |
| Carreira | Carreira     | Carreira   | 41 | 28.0 | .411 | .266 | .783 | 6.1 | 1.6 | 1.4 | .3 | 14.5 |

#### FIBA Champions League
| Ano      | Time | PJ | MPJ  | AP   | 3P   | LL   | RT  | AS  | BR  | TO | PPJ  |
| -------- | ---- | -- | ---- | ---- | ---- | ---- | --- | --- | --- | -- | ---- |
| 2017–18† | AEK  | 18 | 31.3 | .463 | .312 | .800 | 5.1 | 2.4 | 1.9 | .2 | 17.1 |

Fonte: